# John Eliot, VI conte di St. Germans
John Granville Cornwallis Eliot, VI conte di St. Germans (Londra, 11 giugno 1890 – Totnes, 31 marzo 1922), è stato un nobile inglese.

## Biografia
Era il figlio di Henry Eliot, V conte di St Germans, e di sua moglie, Emily Harriet Labouchere. Frequentò la Royal Military College, Sandhurst.
È stato capitano del II battaglione dei dragoni dei Scots Greys e combatté nella prima guerra mondiale.

## Matrimonio
Sposò, l'11 giugno 1918, Lady Blanche Linnie Somerset (15 aprile 1897–30 agosto 1968), figlia di Henry Somerset, IX duca di Beaufort. Ebbero due figlie:
- Lady Rosemary Alexandra Eliot (26 febbraio 1919–20 aprile 1963), sposò in prime nozze Edward Christian Frederick Nutting, ebbero una figlia, in seconde nozze David Frederick Hew Dunn, e in terze nozze Ralph Alexander Rubens, ebbero una figlia;
- Lady Cathleen Blanche Lily Eliot (29 luglio 1921-1994), sposò in prime nozze John Beeton Seyfried, ebbero due figli, e in seconde nozze Havelock Hudson, ebbero due figli.

## Morte
Morì il 22 marzo 1922 per un incidente durante una gara a Totnes.

## Ascendenza
|                                           |                             |                                                | Genitori                                            |  |  | Nonni |  |  | Bisnonni                                  |  |  | Trisnonni                               |  |
|                                           |                             |                                                |                                                     |  |  |       |  |  | 8. William Eliot, II conte di St. Germans |  |  | 16. Edward Craggs-Eliot, I barone Eliot |  |
|                                           |                             |                                                |                                                     |  |  |       |  |  | 8. William Eliot, II conte di St. Germans |  |  | 16. Edward Craggs-Eliot, I barone Eliot |  |
|                                           |                             | 17. Catherine Elliston                         |                                                     |  |  |       |  |  | 8. William Eliot, II conte di St. Germans |  |  |                                         |  |
| 4. Edward Eliot, III conte di St. Germans |                             |                                                |                                                     |  |  |       |  |  | 8. William Eliot, II conte di St. Germans |  |  |                                         |  |
|                                           |                             | 9. Georgina Leveson-Gower                      | 18. Granville Leveson-Gower, I marchese di Stafford |  |  |       |  |  |                                           |  |  |                                         |  |
|                                           |                             | 9. Georgina Leveson-Gower                      | 18. Granville Leveson-Gower, I marchese di Stafford |  |  |       |  |  |                                           |  |  |                                         |  |
|                                           |                             | 9. Georgina Leveson-Gower                      | 19. Susannah Stewart                                |  |  |       |  |  |                                           |  |  |                                         |  |
| 2. Henry Eliot, V conte di St. Germans    |                             | 9. Georgina Leveson-Gower                      |                                                     |  |  |       |  |  |                                           |  |  |                                         |  |
|                                           |                             | 10. Charles Cornwallis, II marchese Cornwallis | 20. Charles Cornwallis, I marchese Cornwallis       |  |  |       |  |  |                                           |  |  |                                         |  |
|                                           |                             | 10. Charles Cornwallis, II marchese Cornwallis | 20. Charles Cornwallis, I marchese Cornwallis       |  |  |       |  |  |                                           |  |  |                                         |  |
|                                           |                             | 10. Charles Cornwallis, II marchese Cornwallis | 21. Jemima Tullekin Jones                           |  |  |       |  |  |                                           |  |  |                                         |  |
| 5. Jemima Cornwallis                      |                             | 10. Charles Cornwallis, II marchese Cornwallis |                                                     |  |  |       |  |  |                                           |  |  |                                         |  |
|                                           |                             | 11. Louisa Gordon                              | 22. Alexander Gordon, IV duca di Gordon             |  |  |       |  |  |                                           |  |  |                                         |  |
|                                           |                             | 11. Louisa Gordon                              | 22. Alexander Gordon, IV duca di Gordon             |  |  |       |  |  |                                           |  |  |                                         |  |
|                                           |                             | 11. Louisa Gordon                              | 23. Jane Maxwell                                    |  |  |       |  |  |                                           |  |  |                                         |  |
| 1. John Eliot, VI conte di St. Germans    |                             | 11. Louisa Gordon                              |                                                     |  |  |       |  |  |                                           |  |  |                                         |  |
|                                           | 12. Pierre César Labouchère | 24. Matthieu Labouchère                        |                                                     |  |  |       |  |  |                                           |  |  |                                         |  |
|                                           | 12. Pierre César Labouchère | 24. Matthieu Labouchère                        |                                                     |  |  |       |  |  |                                           |  |  |                                         |  |
|                                           | 12. Pierre César Labouchère | 25. Marie Magdelaine Molière                   |                                                     |  |  |       |  |  |                                           |  |  |                                         |  |
| 6. Henry Labouchere, I barone Taunton     | 12. Pierre César Labouchère |                                                |                                                     |  |  |       |  |  |                                           |  |  |                                         |  |
|                                           |                             | 13. Dorothy Elizabeth Baring                   | 26. Francis Baring, I baronetto Baring              |  |  |       |  |  |                                           |  |  |                                         |  |
|                                           |                             | 13. Dorothy Elizabeth Baring                   | 26. Francis Baring, I baronetto Baring              |  |  |       |  |  |                                           |  |  |                                         |  |
|                                           |                             | 13. Dorothy Elizabeth Baring                   | 27. Harriet Herring                                 |  |  |       |  |  |                                           |  |  |                                         |  |
| 3. Emily Harriet Labouchere               |                             | 13. Dorothy Elizabeth Baring                   |                                                     |  |  |       |  |  |                                           |  |  |                                         |  |
|                                           |                             | 14. Thomas Baring, II baronetto                | 28. Francis Baring, I baronetto Baring (= 26)       |  |  |       |  |  |                                           |  |  |                                         |  |
|                                           |                             | 14. Thomas Baring, II baronetto                | 28. Francis Baring, I baronetto Baring (= 26)       |  |  |       |  |  |                                           |  |  |                                         |  |
|                                           |                             | 14. Thomas Baring, II baronetto                | 29. Harriet Herring (= 27)                          |  |  |       |  |  |                                           |  |  |                                         |  |
| 7. Frances Baring                         |                             | 14. Thomas Baring, II baronetto                |                                                     |  |  |       |  |  |                                           |  |  |                                         |  |
|                                           |                             | 15. Mary Ursula Sealy                          | 30. Charles Sealy                                   |  |  |       |  |  |                                           |  |  |                                         |  |
|                                           |                             | 15. Mary Ursula Sealy                          | 30. Charles Sealy                                   |  |  |       |  |  |                                           |  |  |                                         |  |
|                                           |                             | 15. Mary Ursula Sealy                          | …                                                   |  |  |       |  |  |                                           |  |  |                                         |  |
|                                           |                             | 15. Mary Ursula Sealy                          |                                                     |  |  |       |  |  |                                           |  |  |                                         |  |